# Probiotikum
Probiotika jsou dle světových organizací WHO a FAO od roku 2001 definována jako živé organismy, které při podávání v přiměřeném množství přispívají ke zdraví hostitele. Jsou proto přidávány do potravin či krmiv, které pak mohou příznivě ovlivnit zdraví konzumenta zlepšením rovnováhy jeho střevní mikroflóry. Evropský úřad pro bezpečnost potravin zatím nenalezl přesný mechanismus jejich působení, který je zodpovědný za prospěšné účinky. Vzhledem k tomu, že se jedná o živé organismy, je klíčové právě ono "přiměřené množství", jelikož při jejich nadměrném užívání se mohou vyskytnout i negativní účinky. Typickými příklady tzv. funkčních potravin obsahující probiotika jsou jogurty, kefír, sýry a fermentovaná zelenina. Za nejčastější probiotika jsou považovány mléčné bakterie rodů Lactobacillus (L. acidophilus, L. racemosus  L. casei,  L. delbrueckii);  Bifidobacterium (B. bifidum, B. breve, B. infantis, B. lactis, B. longum); Streptococcus (Lactococcus) lactis, Streptococcus thermophilus, Leuconostoc cremoris, kvasinky Torulopsis kefir, Torulopsis sphaerica nebo Saccharomyces fragilis. V současné době je vědecký zájem o probiotika na vzestupu, a to zejména v souvislosti s jevem antibiotické rezistence a díky příklonům k podpůrným a obecně profylaktickým léčebným metodám.

## Historie probiotik
Probiotika ve fermentované potravě se používaly i ve starověku. Koncept prospěšných mikroorganismů začal být poprvé vnímán v roce 1908 I. I. Mečnikovem, nositelem Nobelovy ceny za fyziologii, který poprvé popsal imunomodulační funkci střevních a žaludečních bakteriálních kolonií. Samotný termín "probiotika" byl zaveden až o několik desítek let později, kdy ho v roce 1965 poprvé použili vědci Lilly a Stillwell k popsání látky produkované jedním organismem, která podporovala růst jiného organismu. Samotná definice probiotik se poté spolu s jejich zkoumáním postupně upravovala až do nynější podoby, která probiotika definuje jako živé organismy, které při podávání v přiměřeném množství přispívají ke zdraví hostitele.

## Vlastnosti probiotik
Pokud mají být mikroorganismy použité v probiotických přípravcích je vhodné, aby měly následující vlastnosti:
- byly klasifikovány FDA jako "obecně uznávané za bezpečné (GRAS)"
- v případě podávání orální cestou byly schopna přežít v prostředí žaludku, které je výrazně kyselé i v oblasti dvanáctníku, kde je prostředí naopak zásadité
- měly antimikrobiální vlastnosti
- podporovaly imunitní systém
- byly schopné přisednout ke stěnám střev a pozitivně tak ovlivňovaly zdraví konzumenta déle[7]

Hodnota minimální efektivní koncentrace, tedy nejmenší koncentrace podaných probiotik, kdy už je pozorován jejich pozitivní vliv na konzumenta, se napříč organismy liší. Obecně je však za tuto hodnotu považována koncentrace 106 KTJ/ml (KTJ - kolonie tvořící jednotky), konzumovaná denně.
Z pohledu výroby probiotických léčiv, doplňků stravy, potravin a dalších produktů je výhodné, aby obsažená probiotika byla schopná přežít i během výrobního a následného skladovacího a prodejního procesu. Ne vždy je to však bez výjimek nutné. Bylo prokázáno, že v některých případech postačuje k docílení pozitivního vlivu na zdraví konzumenta i pouze obsah mrtvých mikroorganismů, jejich částí, či metabolitů tzv. postbiotika.

## Pasivní probiotika
Probiotické kultury, fungující především na bázi mléčných bakterií rodu Lactobacillus. Klasickým příkladem je většina kysaných mléčných výrobků nebo výrobků obsahujících mléčné kultury. Probiotikum může v kombinaci s prebiotiky (které se však předpokládají být běžnou součástí vyvážené stravy) krátkodobě zlepšit prostředí uvnitř střev, jejich rezistence je však vůči prostředí uvnitř žaludku a střev minimální, a proto jim není umožněno střevo trvale osídlit, a tedy ani výrazněji zasáhnout do přirozených metabolických procesů organismu.

## Aktivní probiotika
Probiotické kultury, které jsou schopny výrazněji ovlivňovat přirozené metabolické procesy organismu, a to nejčastěji v interakci s prebiotiky a součinnosti různých druhů probiotik. Klasickým příkladem aktivního probiotika jsou bakterie Enterococcus faecium nebo Streptococcus thermophilus  v kombinaci s laktobacily a prebiotiky.
Aktivním probiotikům se připisuje schopnost:
- Podporovat přirozený metabolismus
- Podporovat imunitu
- Napomáhat hojení
- Blokovat nežádoucí enzymatické projevy
- Zabraňovat tvorbě toxických látek
- Produkovat vitaminy
- Podporovat motilitu střev[9]

Aktivní probiotika je možné dále dělit:

### Imunomodulační probiotika (Probiotika podporující imunomodulační procesy)
Probiotika schopná výrazněji podpořit imunomodulační metabolické procesy organismů. Podléhají však prostředí uvnitř žaludku a střev a nejsou schopna trvale kolonizovat zažívací trakt.

### Probiotika se schopností sebereplikace
Probiotika částečně rezistentní nebo rezistentní, která odolávají vlivu prostředí uvnitř žaludku a střev a jsou schopna toto prostředí kolonizovat.

### Imunomodulační probiotika se schopností replikace
Probiotika schopná svým působením výrazněji podpořit imunomodulační metabolické procesy organismů. Kolonizují prostředí uvnitř žaludku a střev a v laboratorních podmínkách vykazují teoretickou schopnost doživotní replikace vlastních kmenů. Jejich význam je vyzdvihován především v otázce antibiotické rezistence a holistické medicíny, je také zkoumán jejich vliv na léčbu v případě onkologických onemocnění. Za nejvýznamnější součinná imunomodulační probiotika se schopností replikace lze považovat rody Lactobacillus, Bifidobacterium a bakterie Enterococcus faecium a Streptococcus thermophilus.
Rozdělení probiotik na aktivní a pasivní vychází z uvedených zdrojů, nicméně většina jiných zdrojů toto dělení neuvádí.

## Vybrané probiotické potraviny
- acidofilní mléko
- jogurt
- kefír
- kysané nápoje
- fermentovaná zelenina

## Bezpečnost probiotik
S cílem sjednocení bezpečnostních pravidel pro probiotické organismy byly v roce 2002 organizacemi WHO a FAO vytvořeny  provozní standardy s pokyny pro veškeré podniky produkující probiotické výrobky. U nových potenciálně probiotických kmenů je důležitá jejich charakterizace z hlediska možnost produkce toxinů, rezistence k antibiotikům, metabolické aktivity, hemolytické aktivity, patogenity a dalších vlastností.
Pokud má být mikroorganismus používaný ve farmaceutickém nebo potravinářském průmyslu, je prakticky nezbytné, aby nesl jedno z označení GRAS (udělované FDA) nebo QPS (udělované EFSA), jedná se právě o označení zaručující, že daný mikroorganismus není pro člověka nebezpečný a může být tedy farmaceuticky či potravinářský využíván.
Vzhledem k tomu, že probiotika jsou živé organismy, existuje určitá možnost že způsobí infekci hostitele. Pravděpodobnost, že mikroorganismus způsobí onemocnění, se mezi kmeny liší, obecně však platí, že léčba probiotiky je považována za bezpečnou. Systémové infekce se vyskytují velice zřídka, a to zejména u lidí s výrazně sníženou imunitou, či velmi malých dětí.